# 陳穎健

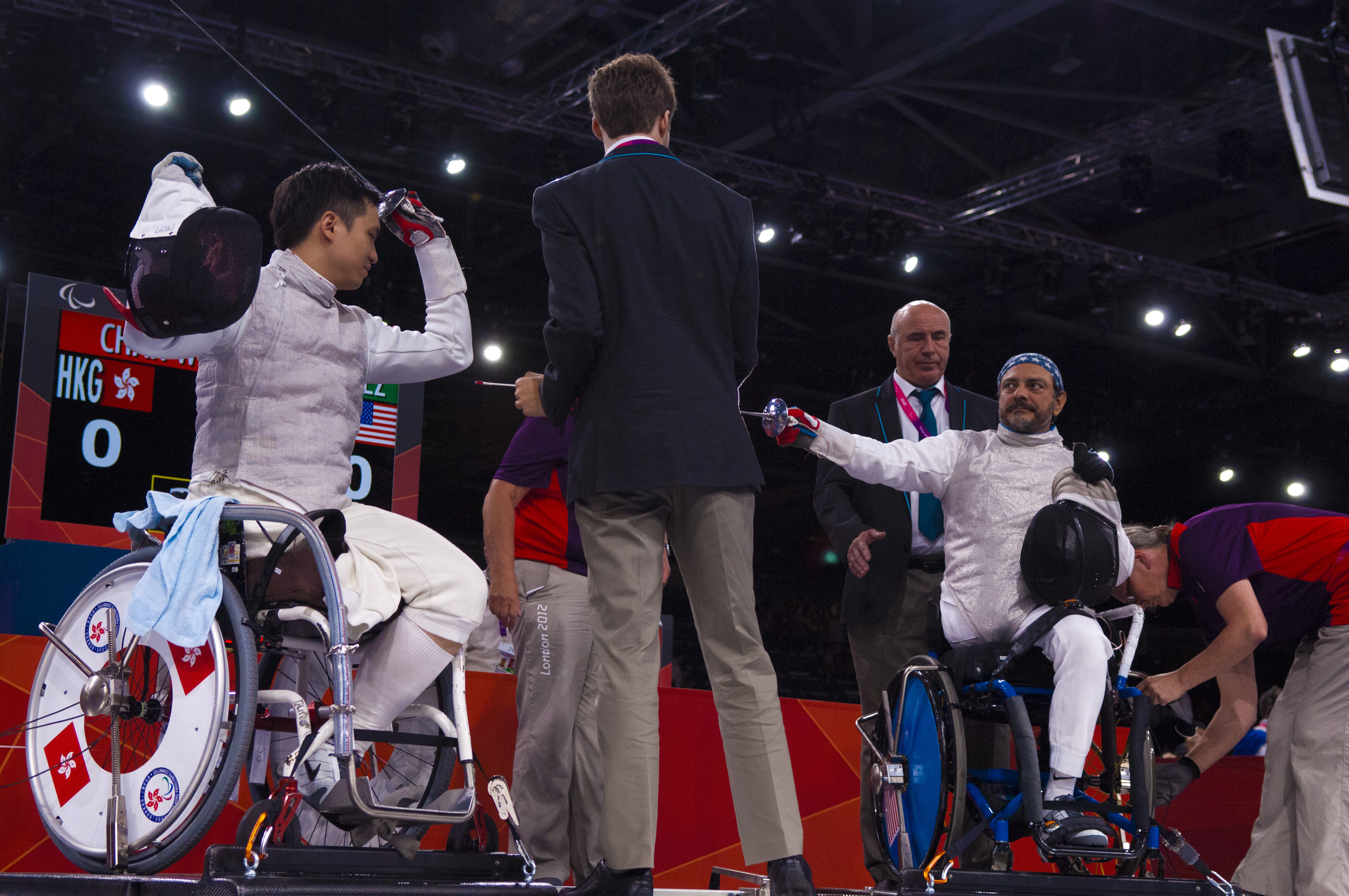
陳穎健（左），2012年倫敦殘奧

陳穎健（英語：Chan Wing Kin，1985年9月22日—），香港男子輪椅擊劍運動員。

## 簡歷
2012年，陳穎健代表香港參加英國倫敦舉行的殘奧會轮椅击剑比赛男子個人佩劍A級比賽，在準決賽以4比15不敵中國選手田建全，其後進入季軍戰，以15比9擊敗波蘭選手Radoslaw Stanczuk，奪得一面銅牌。之後，陳穎健又夥拍鍾定程和黃騰達出戰男子團體花劍比賽，在準決賽以41比45不敵法國隊，其後進入季軍戰，以45比42擊敗意大利隊，奪得一面銅牌。

## 榮譽
- 香港傑出運動員選舉

「香港最具潛質運動員」（2008年）